# Famila Schio
Maillots
Actualités
Le Famila Basket Schio est un club italien féminin de basket-ball fondé en 1973 appartenant à la LegA Basket Femminile, soit le plus haut niveau du championnat italien. Le club est basé dans la ville de Schio, dans la province de Vicence en Vénétie.

## Palmarès
| Compétitions nationales | Compétitions internationales                                                            |
| - Championnat d'Italie (13) : - Champion : 2005, 2006, 2008, 2011, 2013, 20141, 20152, 2016, 20183, 2019, 2022, 2023, 2025. - Vice-champion : 1995, 1998, 1999, 2000, 2002, 2010, 2012, 2017, 2021, 2024. - Coupe d'Italie (15) - Vainqueur : 1996, 1999, 2004, 2005, 2010, 2011, 2013, 2014, 2015, 2017, 2018, 2021, 2022, 2023, 2024. - Finaliste : 1995, 1998, 2000, 2002, 2012, 2016. - Supercoupe d'Italie (13) - Vainqueur : 2005, 2006, 2011, 2012, 2013, 2014, 2015, 2016, 2017, 2018, 2019, 2021, 2022. - Finaliste : 1996, 1999, 2004, 2008, 2010, 2020, 2023, 2024. | - EuroCoupe (1) : - Vainqueur : 2008. - Coupe Ronchetti (2) : - Vainqueur : 2001, 2002. |

## Effectif 2014-2015
| Numéro | Nom                 | Taille (m) | Poste      | Née le            | Nationalité      |
| 5      | Giulia Gatti        | 1,70       | meneuse    | 16 mars 1989      | Italie           |
| 6      | Giorgia Sottana     | 1,78       | meneuse    | 15 décembre 1988  | Italie           |
| 7      | Katalin Honti       | 1,78       | meneuse    | 24 août 1987      | Hongrie          |
| 8      | Laura Spreafico     | 1,84       | ailière    | 19 juin 1991      | Italie           |
| 10     | Jolene Anderson     | 1,80       | arrière    | 22 juillet 1986   | États-Unis       |
| 11     | Raffaella Masciadri | 1,80       | ailière    | 30 septembre 1980 | Italie           |
| 12     | Iva Slišković       | 1,90       | pivot      | 4 septembre 1984  | Croatie          |
| 13     | Chiney Ogwumike     | 1,93       | intérieure | 21 mars 1992      | États-Unis       |
| 4      | Isabelle Yacoubou   | 1,90       | intérieure | 21 avril 1986     | France           |
| 15     | Jenifer Nadalin     | 1,86       | arrière    | 4 mai 1983        | Canada           |
| 22     | Kathrin Ress        | 1,94       | intérieure | 26 juin 1985      | Slovaquie Italie |
| 25     | Laura Macchi        | 1,88       | ailière    | 24 mai 1979       | Italie           |

Entraîneur :  Miguel Martinez Mendez
En mai 2015, Schio remporte le championnat italien face à Ragusa.

## Effectif 2013-2014
| Numéro | Nom                  | Taille (m) | Poste      | Née le            | Nationalité      |
| 5      | Erica Reggiani       | 1,76       | meneuse    | 7 septembre 1994  | Italie           |
| 7      | Katalin Honti        | 1,78       | meneuse    | 24 août 1987      | Hongrie          |
| 8      | Laura Spreafico      | 1,84       | ailière    | 19 juin 1991      | Italie           |
| 11     | Raffaella Masciadri  | 1,80       | ailière    | 30 septembre 1980 | Italie           |
| 12     | Courtney Vandersloot | 1,73       | meneuse    | 8 février 1989    | États-Unis       |
| 13     | Élodie Godin         | 1,91       | intérieure | 5 juillet 1985    | France           |
| 14     | Erlana Larkins       | 1,89       | intérieure | 2 avril 1986      | États-Unis       |
| 15     | Jenifer Nadalin      | 1,86       | arrière    | 4 mai 1983        | Canada           |
| 22     | Kathrin Ress         | 1,94       | intérieure | 26 juin 1985      | Slovaquie Italie |
| 25     | Laura Macchi         | 1,88       | ailière    | 24 mai 1979       | Italie           |
|        | Giorgia Sottana      | 1,78       | meneuse    | 15 décembre 1988  | Italie           |
|        | Martina Mosetti      | 1,75       | meneuse    | 22 mai 1995       | Italie           |
|        | Elisa Ercoli         | 1,92       | pivot      | 26 décembre 1995  | Italie           |

Entraîneur :  Miguel Martinez Mendez
Assistant : Giustino Altobelli
Au terme de la saison, Schio remporte son sixième titre face à Ragusa.

## Effectif 2012-2013
| Numéro | Nom                 | Taille (m) | Poste      | Née le            | Nationalité |
| 4      | Chiara Consolini    | 1,82       | arrière    | 20 mai 1988       | Italie      |
| 5      | Danielle McCray     | 1,82       | arrière    | 8 octobre 1987    | États-Unis  |
| 6      | Giorgia Sottana     | 1,78       | meneuse    | 15 décembre 1988  | Italie      |
| 8      | Laura Benko         | 1,84       | aillière   | 27 juin 1983      | États-Unis  |
| 10     | Kathy Wambé         | 1,76       | meneuse    | 7 novembre 1981   | Belgique    |
| 11     | Raffaella Masciadri | 1,80       | ailière    | 30 septembre 1980 | Italie      |
| 12     | Emanuela Ramon      | 1,82       | intérieure | 27 octobre 1982   | Italie      |
| 13     | Élodie Godin        | 1,91       | intérieure | 5 juillet 1985    | France      |
| 14     | Jantel Lavender     | 1,90       | intérieure | 12 novembre 1988  | États-Unis  |
| 15     | Jenifer Nadalin     | 1,86       | arrière    | 4 mai 1983        | Canada      |
|        | Laura Macchi        | 1,88       | ailière    | 24 mai 1979       | Italie      |

Entraîneur :  Maurizio Lasi
En mars 2013, Schio remporte la Coupe d'Italie en battant La Lucca en finale 73 à 51, puis le championnat contre La Lucca.

## Effectif 2011-2012
| Numéro | Nom                 | Taille (m) | Poste      | Née le            | Nationalité |
| 4      | Chiara Consolini    | 1,82       | arrière    | 20 mai 1988       | Italie      |
| 6      | Chiara Pastore      | 1,71       | arrière    | 4 août 1986       | Italie      |
| 7      | Liron Cohen         | 1,73       | arrière    | 5 août 1982       | Israël      |
| 8      | Janel McCarville    | 1,89       | intérieure | 3 novembre 1982   | États-Unis  |
| 10     | Maja Erkic          | 1,83       | ailière    | 13 mai 1985       | Slovénie    |
| 11     | Raffaella Masciadri | 1,80       | ailière    | 30 septembre 1980 | Italie      |
| 12     | Emanuela Ramon      | 1,82       | intérieure | 27 octobre 1982   | Italie      |
| 13     | Aija Brumermane     | 1,91       | intérieure | 17 octobre 1986   | Lettonie    |
| 15     | Jenifer Nadalin     | 1,87       | arrière    | 4 mai 1983        | Canada      |
|        | Elena Paparazzo ?   | 1,93       | pivot      | 11 mai 1973       | Italie      |
| 21     | Cheryl Ford         | 1,91       | intérieure | 6 juin 1981       | États-Unis  |
| 25     | Laura Macchi        | 1,88       | ailière    | 24 mai 1979       | Italie      |

Entraîneur :  Maurizio Lasi

## Effectif 2010-2011
Entraîneur :  Sandro Orlando
| Numéro | Nom                      | Taille (m) | Poste      | Nationalité |
|        | Liron Cohen              | 1,73       | arrière    | Israël      |
|        | Maja Erkic               | 1,83       | ailière    | Slovénie    |
|        | Martina Giacobbe         | 1,80       | ailière    | Italie      |
|        | Laura Macchi             | 1,88       | ailière    | Italie      |
|        | Raffaella Masciadri      | 1,80       | ailière    | Italie      |
|        | Janel McCarville         | 1,89       | intérieure | États-Unis  |
|        | Elisabetta Moro          | 1,70       | arrière    | Italie      |
|        | Jenifer Nadalin          | 1,87       | arrière    | Canada      |
|        | Elena Paparazzo          | 1,93       | pivot      | Italie      |
|        | Chiara Pastore           | 1,71       | arrière    | Italie      |
|        | Emanuela Ramon           | 1,82       | intérieure | Italie      |
|        | Isabelle Yacoubou-Dehoui | 1,90       | pivot      | France      |
|        | Maria Zanella            | 1,72       | arrière    | Italie      |

## Joueuses célèbres
- Bernadette Ngoyisa
- Nicole Antibe